# San Peyre
Pour les articles homonymes, voir Peyre.
Le San Peyre est un cône d'origine volcanique situé dans l'Esterel, à Mandelieu-la-Napoule, à l'ouest des Alpes-Maritimes en France.

## Géographie

### Localisation et topographie
Le San Peyre est situé dans le sud-est de la France, sur la Côte d'Azur entre Cannes au nord-est et Fréjus-Saint-Raphaël au sud-ouest, bordé par la baie de Cannes de la mer Méditerranée à l'est, en bordure du massif de l'Esterel qui s'étend en direction du sud-ouest. Le fleuve du Riou de l'Argentière le contourne au nord juste avant de se jeter dans la mer, non loin de l'embouchure de la Siagne qui se trouve juste au nord. D'un point de vue administratif, il se trouve dans le sud-est du territoire communal de Mandelieu-la-Napoule dont le bourg historique se trouve à quelques kilomètres au nord. La marina de la Napoule s'étend immédiatement à ses pieds à l'est tandis que le quartier de la Rague se trouve au sud avec au-delà la commune de Théoule-sur-Mer.
D'une altitude de 131 mètres, le bas de ses pentes est urbanisé (habitations, commerces, services, château de la Napoule, etc.) ainsi que des voies de communication : la route du bord de mer qui le contourne par l'ouest, la route départementale 6098 et la ligne de Marseille-Saint-Charles à Vintimille (frontière) qui passent à l'est ainsi que de nombreuses voies communales de desserte locale.

### Géologie

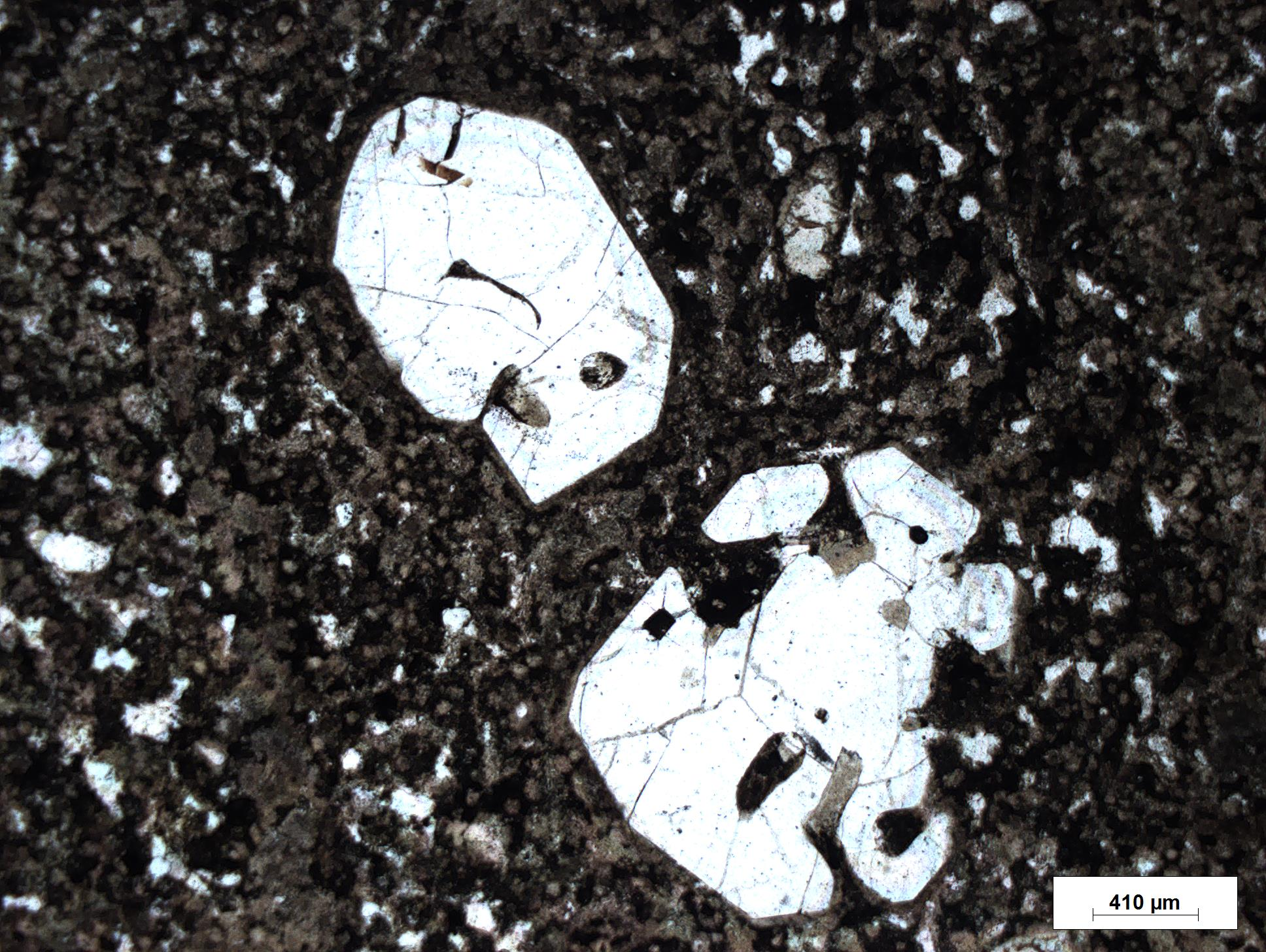
Rhyolite fluidale sphérulitique avec phénocristaux de quartz à lacunes de croissance. Observation au microscope en lumière polarisée non analysée.

Le cône du San Peyre est un dôme (400 × 600 m) de rhyolite fluidale de type protrusion, à prismation verticale et fluidalité redressée, mis en place au Permien, il y a 250 millions d'années. Cette rhyolite de couleur amarante est à rares phénocristaux millimétriques de quartz et de sanidine. Elle présente un fond constitué de sphérulites d'orthose de très petite taille (~ 0,1 mm) associés à du quartz xénomorphe. La fluidalité caractéristique de la roche est marquée, à l'échelle microscopique, par l'alignement des sphérulites d'orthose.
Cet appareil est prolongé plus au sud par les rochers des Pendus. Ils se présentent comme un filon fluidal (200 × 600 m) subvertical qui constitue la falaise côtière, depuis la plage de la Raguette au nord jusqu'à la Rague au sud.

### Parc forestier et sentier botanique
La colline est classée en tant que parc naturel départemental. Ce parc en milieu urbain de 18 hectares est acquis par le conseil départemental des Alpes-Maritimes en 1964.
Un chemin piétonnier d'une longueur de 3 400 mètres le traverse en pente douce, à travers les pins, les chênes-lièges, les chênes verts et les mimosas.
Ce chemin permet d'accéder facilement au belvédère situé à 131 mètres d'altitude et à sa table d'orientation.

## Histoire
C'est de cet endroit que les Phéniciens puis les Celto-Ligures surveillent le golfe. Les Romains y auraient édifié ensuite un temple dédié à Mercure.
En 1182, le seigneur de Villeneuve y fait construire le château d'Avignonnet, ainsi qu'une chapelle consacrée à saint Pierre, d'où l'appellation de San Peyre. En 1241, le château est englobé dans les biens de l'Église d'Antibes où se situe l'évêché. Ces bâtiments restaurés en 1259 sont détruits en 1387 (ou 1390) par les troupes du vicomte de Turenne ; il subsiste cependant des vestiges du donjon et des murailles d'enceinte,,.

## Dans la littérature
Guy de Maupassant, lors de ses visites à la fin du XIXe siècle, rencontre un ermite qui vit retiré dans la chapelle au sommet du mont. Cela lui inspire la rédaction de sa nouvelle L'Ermite parue dans Gil Blas en 1886. Des années plus tard, le San Peyre est rebaptisé « la montagne sacrée ».
Oscar Wilde, venu se reposer en ces lieux, est conquis par l'environnement qu'il qualifie de « bleu saphir de la mer, rouge chaud des porphyres, luminosité du ciel et profusion des fleurs[réf. nécessaire]. »

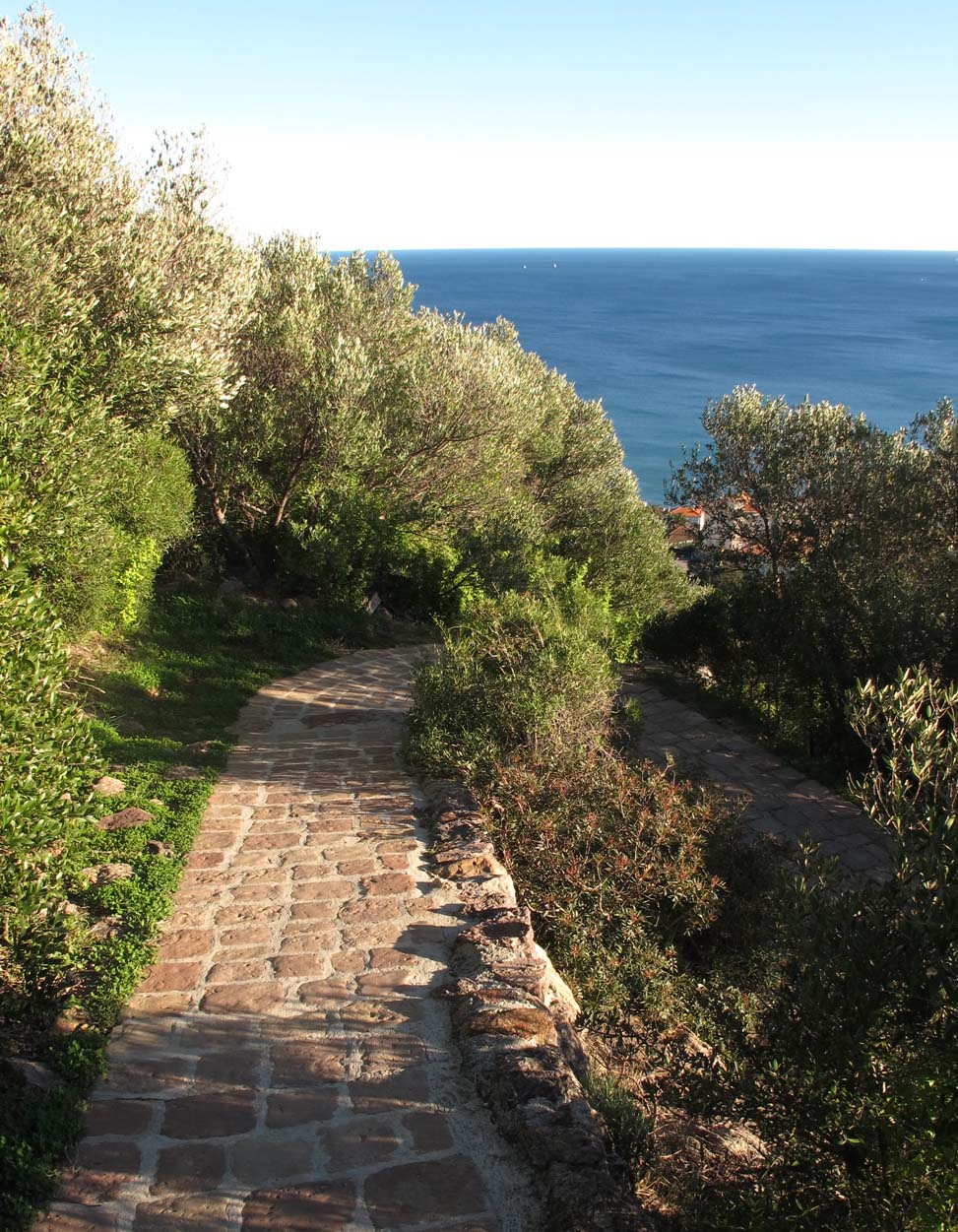
Chemin d'accès au sommet du parc.
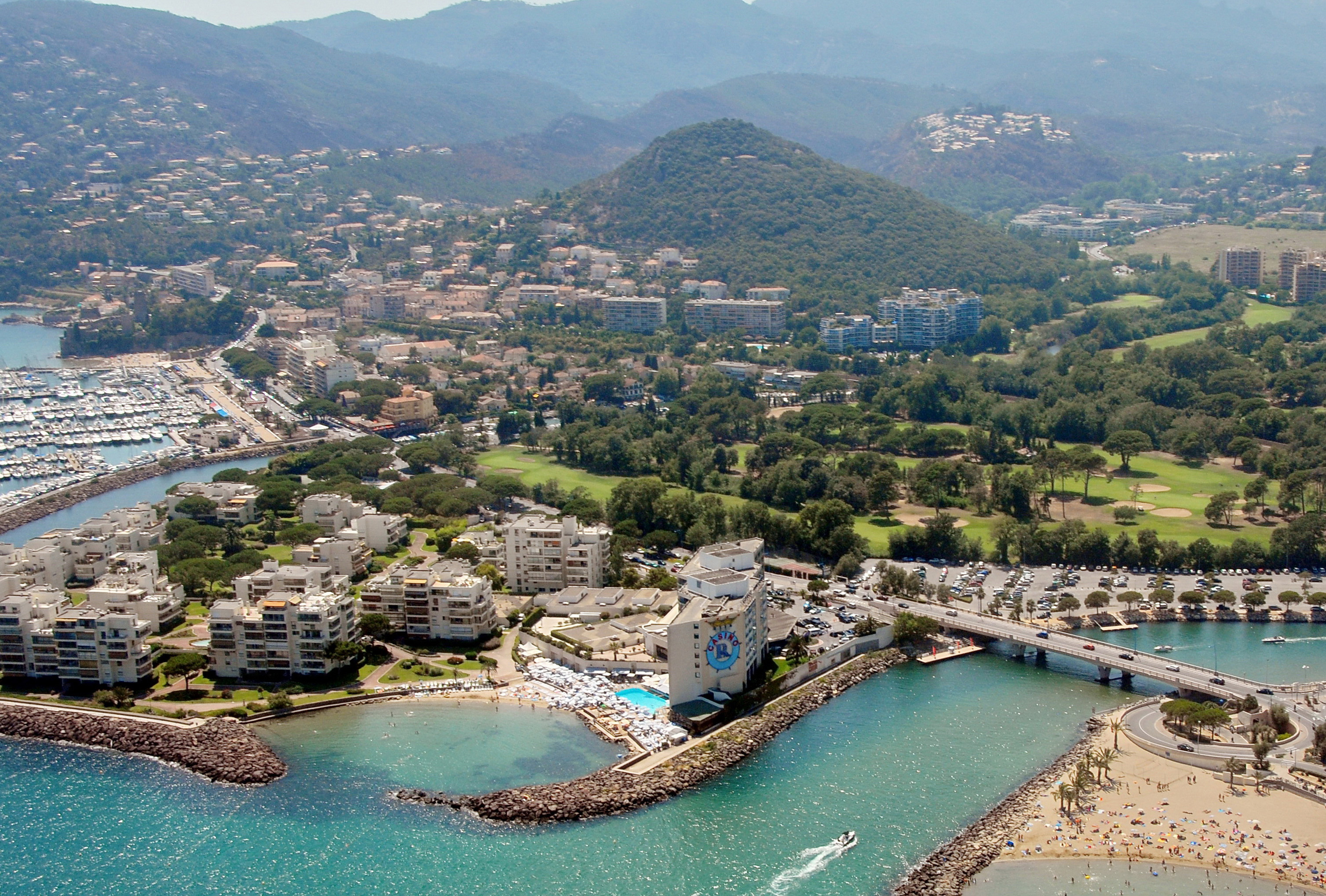
Vue de Mandelieu-la-Napoule et du San Peyre.
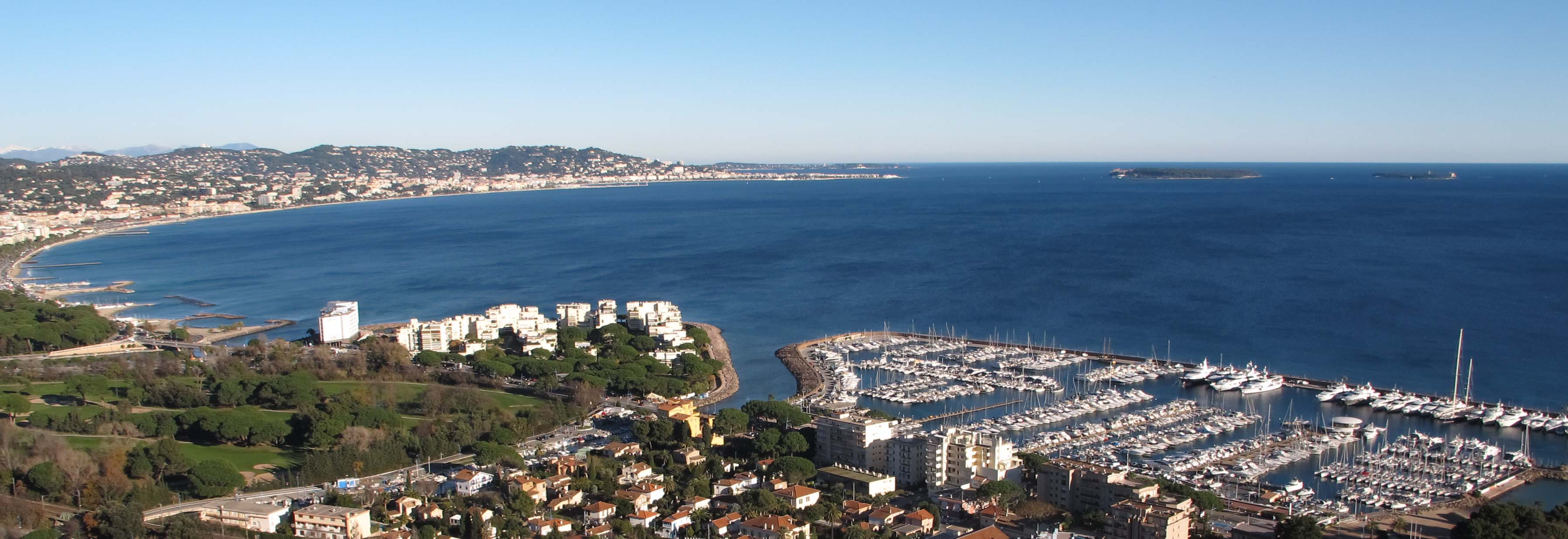
Vue sur la baie de Cannes du sommet du parc du San Peyre.